# Mazuriwka (rejon czerniwecki)
Mazuriwka (ukr. Мазурівка) – wieś na Ukrainie, w obwodzie winnickim, w rejonie czerniweckim, centrum miejscowej rady wiejskiej.

## Geografia
Miejscowość leży na lewym brzegu Murafy.

## Historia
Miejscowość założona w 1600  r. Stało się to w czasach, gdy właścicielem Skinderpola (dzisiejsze Czerniwci) i okolic był Jan Zamoyski (od 1595 r.), który prowadził intensywną akcję kolonizacyjną tych terenów regularnie pustoszonych przez najazdy tatarskie. By zapewnić zagospodarowanie pustek, sprowadzał osadników m.in. z Mazowsza. Historia powstałej w ten sposób Mazurówki była odtąd ściśle związana z pobliskim Skinderpolem-Czerniejowcami, których właścicielami byli początkowo Zamoyscy, a potem Koniecpolscy.
Śladem panowania osmańskiego nad Czerniejowcami i całym Podolem (1672-1699) po utracie Kamieńca jest most między Mazurówką a Hucułówką zwany „tureckim”.
W XVIII w. właścicielami Czerniejowiec i Mazurówki zostali Lubomirscy. W 1724 r. w Mazurówce wzniesiono drewnianą cerkiew Zaśnięcia Matki Bożej.
Po II rozbiorze Rzeczypospolitej Mazurówka wraz z całym województwem bracławskim znalazła się pod władzą rosyjską.
W XIX w. Mazurówka była przedmieściem Czerniejowiec w powiecie jampolskim guberni podolskiej w Imperium Rosyjskim. Znajdował się tu dobrze prosperujący folwark. Od 1913 r. w Mazurówce działała jedna z dwóch czerniejowickich szkół początkowych.
W czasach sowieckich w 1922 r. w Mazurówce powstała pierwsza szkoła zawodowa, a  niedługo potem szkoła z polskim językiem nauczania (istniejąca obok szkół ukraińskojęzycznych). W trakcie kolektywizacji folwark w Mazurówce stał się podstawą miejscowego kołchozu. W okresie międzywojennym ofiarą polityki ateizacji padły czerniejowickie świątynie, w tym murowane kaplice na cmentarzu w Mazurówce, które rozebrano, a pozyskany w ten sposób materiał wykorzystano na budowle w kołchozie.
W czasie II wojny światowej Mazuriwka znalazła się pod okupacją, na terytorium Transnistrii. 18 marca 1944 r. Armia Czerwona wyzwoliła Czerniwci i Mazuriwkę.